# Ваймуша
Ва́ймуша — постаграрное поселение в Пинежском округе Архангельской области. С 2006 года входит в состав Карпогорского сельского поселения.
Состоит из околов: Верхний конец (Сивизгорская), Ростово, Пестово (Васильевская), Нижний конец (Сватковская), Залесье (Осюково).

## Физико-географическая характеристика

### Географическое положение
Ваймуша расположена в 7 километрах на юго-восток от села Карпогоры на правом берегу реки Пинега, ниже места впадения в неё реки Варда. Напротив Ваймуши, на левом берегу р. Пинеги, располагаются деревни сельского поселения Кеврола.
Рельеф местности разнообразен — сама деревня располагается на крутом угоре, имеются холмы, низменности. Вдоль реки Пинеги между деревней и рекой по всей протяженности села тянутся луга.

### Климат
Ваймуша расположена в умеренной климатической зоне. Особенности климата определяются тремя факторами: малым количеством солнечной радиации зимой, воздействием северных морей и интенсивным западным переносом воздушных масс. Всё это обуславливает короткое, прохладное лето и длинную (5-6 месяцев), холодную зиму с устойчивым снежным покровом. Средняя температура зимой −11 ÷ −32ºС(в самый холодный месяц — январь — может достигать −45ºС). Характерны частые метели. Зимой преобладают ветры южного и юго-западного направлений, средняя скорость которых 3-7 м/с. Осадков зимой выпадает от 110 до 200 мм.
Начало весны, характеризуемая переходом температур воздуха через ноль градусов, приходится на первую декаду апреля. При прорывах масс холодного воздуха с севера возможны температуры −13 ÷ −16ºС.
Лето продолжается 3-4 месяца. Средняя температура не превышает + 16 — 17ºС. Ветры преимущественно северного и северо-восточного направлений, их скорость около 3 м/с. Осадков за летние месяцы выпадает 400—500 мм.
Осень наступает в первой декаде сентября. К концу сентября суточные температуры становятся ниже 5ºС, уже возможны заморозки. В октябре при прорыве арктического воздуха возможны морозы −10 ÷ −15ºС.

## История

### Предыстория
До прихода на Пинегу славян этот район был заселён финно-угорскими племенами. От этих племён, названных Новгородцами «чудью», сохранились названия рек, озёр, деревень, урочищ.

### Возникновение. Заселение
Новгородская колонизация долины реки Пинеги началась с XII века. Сохранилась Уставная грамота новгородского князя Святослава от 1137 года, в которой названы поселения, обязанные платить «десятину» Великому Новгороду, где впервые упомянуты Кегрола, Вихтуй и Пенезе.
На протяжении XV—XVI вв. шло интенсивное заселение русскими бассейна реки Пинеги. В грамотах Великого Новгорода того времени отмечены уже многие поселения по реке Пинеге: Чакола, Кегрола, Сура поганая, Пильи Горы, Шардонема, Веркола и др.
Ваймуша входила в Кеврольский стан Двинского уезда, а по мнению некоторых учёных (в частности Булатова В. Н., Овсянникова О. В.) именно на Ваймушском городище находился административный центр — город Кегроль. Поэтому с этого времени можно вести отсчёт истории Ваймуши, хотя самое раннее сохранившееся письменное упоминание — писцовая книга — датируется только 1623 годом. Более ранних переписей пинежского населения не сохранилось, хотя указание на существование подобных переписей имеется: в писцовой книге 1623 года есть отсылка к «Приправочной (сотной) книге князя Бориса Мезецкого да подьячего Рахманина Воронова ЧИ (=1590) году».

## Население
| 2002 | 2010 | 2012 |
| ---- | ---- | ---- |
| 776  | ↘723 | ↗749 |

Население деревни, по данным Всероссийской переписи населения 2010 года, составляет 723 человека.

## Административно-территориальное устройство
В декабре 2002 года в Ваймуше организовано территориальное общественное самоуправление. ТОС «Ваймушский сельком» — один из первых в Архангельской области

## Экономика
Есть сообщение по железной дороге через районный центр, село Карпогоры. Автобусное сообщение от Карпогор до Ваймуши несколько раз в день. В деревне действует молодёжный клуб, работает средняя школа, действует сотовая связь операторов «МегаФон» и «МТС».

## Образование и наука
- Ваймушская школа I ступени открыта в 1900 году.[16]
- Современная Ваймушская основная школа находится в бывшем доме купца Егора Коровина, 1904 года постройки.[17] К 2018 году Администрацией Архангельской области планировалось строительство нового здания школы.[18]
- Детский сад расположен в трёх домах, построенных в конце 20-х, начале 30-х годов XX века.[19]
- С начала 1970-х годов в Ваймуше находится выносной экспедиционный субавроральный (то есть расположенный экваториальнее авроральной (от англ. / фран. auroral — напоминающий полярное сияние, вызванный полярным сиянием) области) пункт «Карпогоры»,[20] Института земного магнетизма ионосферы и распространения радиоволн им. Н. В. Пушкова РАН.[21]
- В целях осуществления советско-французского космического эксперимента «АРАКС» по созданию искусственного полярного сияния над пинежской тайгой с 9 декабря 1974 года между деревней Ваймушей, городом Парижем и островом Кергелен в Индийском океане была установлена прямая телетайпная связь.

## Культура и искусство

### Культура
Пинежский народный костюм давно представляет интерес для исследователей разного профиля — этнографов, фольклористов, искусствоведов, а также для модельеров и дизайнеров, потому что исторически сложилось так, что только на обширных территориях Русского Севера сохранился и бытовал костюм допетровской эпохи. Влияние петровских реформ в XVIII — начале XIX века на Пинежье проникало медленно, поэтому и традиционный уклад существовал здесь ещё долго, вплоть до начала XX века. Так дошедшие до нас свадебные головные уборы из Ваймуши — коруны и венцы — образца конца XVII — начала XIX века возникли в результате синтеза народных и великокняжеских головных уборов ещё в домонгольское время.
В конце XVIII — начале XIX века на Пинеге складываются книжные собрания старообрядческих наставников и наиболее крепких экономически пинежан-старообрядцев. Одна из наиболее значительных старообрядческих библиотек — крестьян Рудаковых из д. Ваймуша (собрания кон. XVIII — нач. XX в.).
Песенная традиция Пинежья, органично входящая в систему крестьянской музыкальной культуры Русского Севера в одном ряду с песенными традициями Мезени, Печоры и Поморья, издавна привлекала внимание фольклористов. Первые записи пинежского музыкального фольклора были выполнены видным филологом-фольклористом А. Д. Григорьевым в 1899—1901 гг. Начало систематической работе по исследованию пинежской песенной традиции было положено экспедициями 1915—1927 годов известной собирательницы и исполнительницы произведений русского народного творчества О. Э. Озаровской, а также экспедициями Государственного института истории искусств 1927 и 1930 годов. Часть материалов экспедиций ГИИИ была опубликована в академическом издании «Песни Пинежья».
Ваймушский фольклорный коллектив хорошо известен фольклористам и этнографам России., Исследователи традиционной народной культуры научных академических центров Москвы, Санкт-Петербурга, Архангельска приезжали записывать его выступления. Записи хора выпускались фирмой «МЕЛОДИЯ» на звуковых носителях в 1987 и 1990 гг.

### Достопримечательности

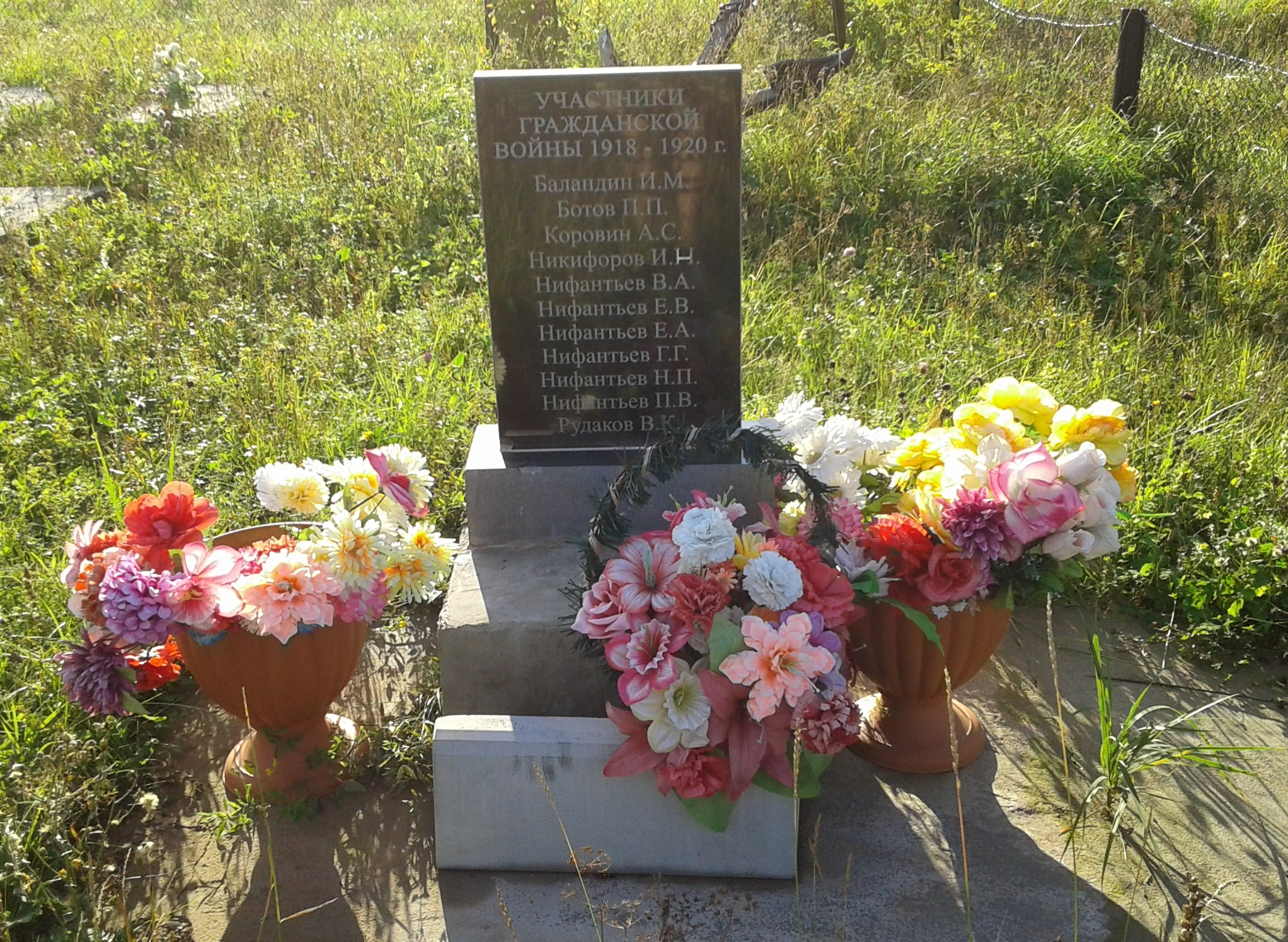
Ваймуша. Братское кладбище красных партизан, погибших в борьбе с белогвардейцами при обороне местечка Высокая гора.

- Этнографический музей «Истоки».[35] Располагается в доме купца Григория Коровина, построенном в 1858 году.[36] В музее организованы выставки, рассказывающие о предметах народного быта и пинежских народных костюмах.[37]
- Стела героям Русско-японской войны 1904—1905 гг.[38]
- Памятник жертвам павшим в боях за Родину с интервентами 1918—1920 гг.[39]
- Мемориал посвящённый участникам Великой Отечественной войны и труженикам тыла.
- Памятный знак на месте кузнечного завода XIX века.
- Поклонный крест на месте городища.

### Религия

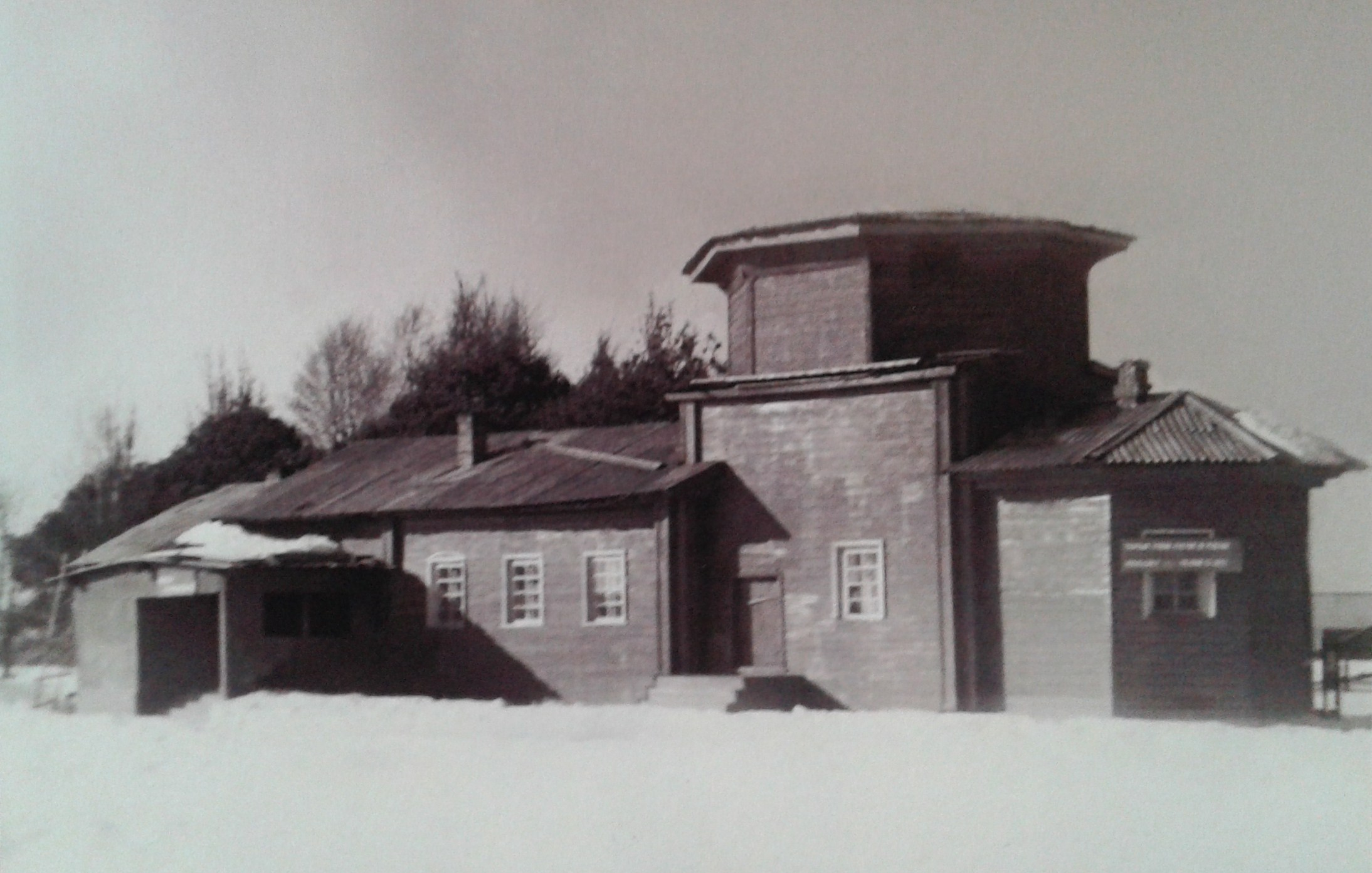
Никольская Церковь в Ваймуше, Пинежский район, Архангельская область

Приход Русской православной церкви состоял из трёх деревень: Ваймужской, где находился храм, Айногорской и Залесской (на правом берегу р. Пинеги).
Время образования прихода достоверно не известно, но согласно архивным данным церковь Николы Чудотворца погоста Ваймуша Кеврольского стана уже существовала в 1623 году. Настоятелем этого храма был священник Василий Иванов сын.
Вместо сгоревшего в 1670 году первого храма, в 1674 году, по храмозданной грамоте митрополита Сарского и Подонского Павла, была построена новая церковь в честь свт. Николая, освящённая в 1675 году.
В писцовой книге 1686 года о погосте говорилось : «На Ваймуше погост а на погосте церковь теплая Николы Чудотворца древяная верх у ней шатровой а в ней 6 образов местных двери церковные и северные».
В 1717 году по грамоте архиепископа Варнавы церковь отремонтировали, но через 30 лет она обветшала. Согласно грамоте архиепископа Варсонофия в 1747 году церковь перенесена в другое место. В 1790—1791 гг. была построена отдельно стоящая колокольня. В январе 1793 года церковь сгорела. Была построена новая деревянная шатровая церковь «кораблём», с трапезной и крыльцом на два всхода; освящена 20 октября 1800 г. В 1874 году храм отремонтировали (обшили тёсом).
По малочисленности в 1870-х годах приход входил в состав Карпогорского прихода. В 1885 году приход был включён в состав Кевроло-Шардонемского миссионерского комитета 2-го разряда (к этому разряду относились приходы Архангельской епархии, которые в слабой степени были заражены старообрядческим расколом). В 1894 году во владении причта имелось 20 десятин земли и причтовый дом.
В конце 20-х годов XX века приход был закрыт, церковь перестроена под клуб. Сгорела в 1998 году.
В 2023 году открыт храм Николая Чудотворца.

### Архитектура
- Зерновой амбар Кобелевой (1852 г.) — памятник архитектуры Федерального значения (код памятника: 2910100033)[46] — перевезён в 1971 году из Ваймуши в экспозицию государственного музея деревянного зодчества Русского Севера «Малые Корелы».[47]
- Зерновой амбар Нифантьевой (1881 г.) — памятник архитектуры Федерального значения (код памятника: 2910100065)[48] — перевезён в 1971 году из Ваймуши в экспозицию государственного музея деревянного зодчества Русского Севера «Малые Корелы».[49]
- Баня Фофановых (код памятника 2910100041)[50] конца XIX века постройки была перевезена из Ваймуши в экспозицию государственного музея деревянного зодчества Русского Севера «Малые Корелы».[51]
- Никольская церковь (1800 г.) — памятник архитектуры Федерального значения (код памятника: 2930280000) — утрачена.

### Отражение в литературе и искусстве

Картина Огарёвой-Дарьиной Г.П. "В деревне Ваймуши" (1962)

Рассказ Ф. А. Абрамова «В Питер за сарафаном» (1961) описывает действительный случай с крестьянкой деревни Ваймуша. Героиня рассказа совсем юной девушкой решает идти пешком в Питер на заработки, чтобы добыть себе чудесный «питерский» сарафан, который бы сразил всех местных ребят на гулянье.
К 100-летию писателя в феврале 2020 года выпущено подарочное издание с рассказом. Помимо самого произведения, книга содержит историю о прототипах героев рассказа - жителях Ваймуши, комментарии, иллюстрации и краткую биографическую справку об авторе.
По итогам творческой поездки в Архангельскую область (по реке Пинеге) в 1962 году Заслуженный художник РСФСР Г. П.  Огарёва-Дарьина нарисовала сельский пейзаж «В деревне Ваймуши», на котором изобразила длинный двухэтажный бревенчатый дом в Ваймуше (не сохранился). Картина хранится в коллекции Государственного музея изобразительных искусств Республики Татарстан.